# Kismaayo
Kismaayo (Szomáli nyelven: Kismaayo, arabul: كيسمايو, Kīsmāyū, régi olasz neve Chisimayu, ismert még Kismayo alakban is) kikötőváros Szomália déli részén, az autonóm Jubaföld régióban, melynek kereskedelmi központja is. Az ország harmadik legnagyobb városa.

## Fekvése
Kismayo az Indiai-óceán partján fekszik, az ún. Juba-völgyben, Mogadishu-tól 485 km-re délkeletre, a kenyai határtól mintegy 180 km-re.

## Története
A hagyomány szerint Kismayo egy kis halászfaluként jött létre a középkor folyamán. Történetének korai szakaszában az Ajuuran Szultánsághoz tartozott, majd miután a 17. században ez az államalakulat megszűnt létezni, a Geledi Szultánság vette birtokába a térséget. A 19. század végén északról a Harti klánhoz tartozó pásztorok érkeztek és telepedtek le a településen, nekik köszönhetően kezdett Kismayo fontos kereskedelmi központtá válni. 1836-ban egész Jubaföld a Maszkati és Ománi Szultánság fennhatósága alá került és  ez így is maradt 1861-ig, mikor a Zanzibári Szultánság kivívta függetlenségét a Maszkatival szemben, Kelet-Afrika jelentős részét uralma alá hajtva.
1890-ben Zanzibár a gyarmatosító Brit Birodalom protektorátusa lett, majd a zanzibári szultán 1895-ben lemondott az ország összes kelet-afrikai birtokáról Nagy-Britannia javára. Ezzel Jubaföld és vele együtt Kismayo Brit Kelet-Afrika része lett. A brit uralom a kismayói kereskedelem megerősödését hozta magával. 1925-ben a britek közvetítésével megegyezés jött létre a terület két legerősebb szomáli klánja, a Harti és az Ogaden között, melyben felosztották egymás között Jubaföldet. A terület nagyobbik részét az Ogaden klán kapta meg, a Harti klán a Liboi - Kismayo útvonaltól délre fekvő jubaföldi területeket kapta meg. Kismayo maga is a Harti klán uralma alatt maradt, de az Ogaden klán vezetői szabad bejárást kaptak a kikötőhöz.
1926-ban Jubaföld nagy része, így Kismayo is olasz gyarmat lett, melyet a britek adtak az olaszoknak első világháborús érdemeik elismeréséért. Az olaszok az újonnan szerzett területen létrehozták Olasz-Szomáliföldet. Az olasz uralom alatt a Harti klán megtartotta vezető szerepét a térségben, mely megmaradt azután is, hogy a britek 1941-ben visszafoglalták Olasz-Szomáliföldet. Kismayo 1960-ban a függetlenné váló Szomália része lett.
A város szerepében jelentős változás állt be a szomáliai polgárháború kitörését követően. A konfliktus kezdeti szakaszában több helyi milícia is harcolt a város feletti uralomért, majd 1993 márciusában amerikai tengerészgyalogosok érkeztek a városba az UNOSOM II misszió keretében békefenntartási céllal, 1994-re azonban az utolsó ENSZ-katona is elhagyta a várost. Ezt követően 1998-ban a városban kiáltották ki Jubaföld függetlenségét, melyet azonban az Egyesült Szomáliai Hadsereg már 1999-re felszámolt, az év folyamán elfoglalva Kismayót is, majd 2001-ben kismayói székhellyel megalapították a Juba-völgyi Szövetséget. A szövetség még ugyanabban az évben szövetségre lépett a szomáliai kormánnyal.
2006-ban az Iszlám Bíróságok Szövetsége elnevezésű iszlamista szervezet foglalta el Jubaföld nagyobbik részét, a várossal együtt, majd bevezette a saría törvénykezést. 2007-ben azonban a szomáliai kormány a ras kamboni csatában az etióp hadsereg segítségével legyőzte az iszlamistákat, helyreállítva uralmát a város felett. A vereség következtében az Iszlám Bíróságok Szövetsége darabjaira hullott és kivált belőle az Al-Shabaab iszlamista milícia is, mely folytatta a harcot a kormány és az etióp csapatok ellen. 2008 végére az iszlamisták sikeresen elfoglalták Jubaföld nagy részét, Kismayóval együtt, mely rövidesen az egyik székhelyükké vált. 2012 szeptemberében azonban a Szomáliai Nemzeti Hadsereg és az Afrikai Unió (AMISOM) együttes hadereje heves harcok után visszafoglalta a települést, helyreállítva a kormány fennhatóságát.

## Népesség és oktatás
A lakosság hozzávetőlegesen 180 000 főt tesz ki, nagyobbik része a szomáli népcsoporthoz, azonbelül a Harti, Ogaden és Marehan törzsekhez tartozik, kisebb részük a szomáli bantu néphez illetve a bajuni néphez tartozik.
A városban több elemi iskola is működik, a város legmagasabb szintű oktatási intézménye a Kismayoi Egyetem, melyet 2005-ben alapítottak.